# Kerstin Lundberg Hahn
Kerstin Lundberg Hahn, född 22 april 1962, är en svensk barn- och ungdomsförfattare. Hon har bland annat producerat en serie pusseldeckare om Kajsa och Johan samt en annan serie om vardagsäventyren för tre klasskamrater (första boken var 2008 års Bakom masken). Båda bokserierna innehåller illustrationer av Jens Ahlbom.

## Biografi
Kerstin Lundberg Hahn är uppvuxen i Tavelsjö i Västerbotten. Under 1970-talet drömde hon sig bort från vardagen, till exempel som astronaut. Resultatet blev att hon tågluffade. Senare flyttade hon till Göteborg.
Hon är utbildad till ämneslärare i svenska, engelska och svenska som andraspråk, och har arbetat flera år på Komvux. Hon skrev under den tiden läromedel för svenska som andraspråk.
Det var under tiden som lärare hon fick se en annons om Rabén & Sjögrens manustävling, varpå hon skrev sin första bok, Kajsa och fågeltjuvarna, och skickade in den. Hennes bok vann, kom ut som bok 2000 och trycktes igen året därpå under titeln Fågeltjuvarna. Boken inledde Lundberg Hahns serie deckare om Kajsa och Johan. Framgången gjorde att Lundberg Hahn inledde en författarkarriär. 
Dessutom har Lundberg Hahn bland annat skrivit den samtidsrealistiska Vitas hemlighet (2010; illustrerad av Maria Nilsson Thore) och spökhistorien Skuggan i väggen (2012). 2011 kom handboken Berättarverkstad med barn.

### Författarskap
Som författare inspirerades Lundberg Hahn av Astrid Lindgren (särskilt Mio min Mio), Fem-böckerna, Tvillingdetektiverna och Agatha Christie. Idéerna kommer ifrån saker hon ser, upplever eller hör talas om. Några av hennes böcker utspelar sig i Västerbotten, och andra utgår ifrån stadsdelen Majorna i Göteborg, fast med omdöpta platser.
Flera av hennes böcker har översatts till andra språk, inklusive tyska, franska, danska, pashto, arabiska och somaliska.
Hon har även varit handledare vid skrivarverkstäder och varit verksam inom Sveriges Författarförbund, samt vid Skrivarakademin sedan 2009. Där har hon bland annat engagerat sig i vuxnas läsning för barn.

### Privatliv
Numera är hon bosatt i Göteborg med make och två barn.

## Priser och utmärkelser
Lundberg Hahn nominerades till Nils Holgersson-plaketten för sin Skuggan i väggen. Både 2012 och 2013 vann hon Bokjuryn-priser.
Hon tilldelades En bok för allas vänners läsfrämjarpris 2016.
Astrid Lindgren-priset 2019

### Skönlitteratur
- Kajsa och fågeltjuvarna (illustrerad av Jens Ahlbom), Rabén & Sjögren, 2000 ISBN 91-29-65266-9 * (senare återutgiven med titeln Fågeltjuvarna)
- Kalla diamanter (illustrerad av Jens Ahlbom), Rabén & Sjögren, 2002 ISBN 91-29-65682-6 *
- Misstänkt ljus (illustrerad av Jens Ahlbom), Rabén & Sjögren, 2003 ISBN 91-29-65857-8 *
- Det glömda guldet (illustrerad av Jens Ahlbom), Rabén & Sjögren, 2004 ISBN 91-29-66073-4 *
- Falska ansikten (illustrerad av Jens Ahlbom), Rabén & Sjögren, 2006 ISBN 91-29-66257-5 *
- Bakom masken, Rabén & Sjögren, 2008 ISBN 9789129669251 *
- Svart bälte, Rabén & Sjögren, 2009 ISBN 978-91-29-66982-4 *
- Stormens ögon, Rabén & Sjögren, 2009 ISBN 978-91-29-67062-2 *
- Vitas hemlighet (illustrerad av Maria Nilsson Thore), Rabén & Sjögren, 2010 ISBN 9789129672916
  - (på franska) La secret de Vita (översättare: Annelie Jarl Ireman och Jean Renaud), Bayard, 2013 ISBN 9782747037945
- Skuggan i väggen, Rabén & Sjögren, 2012 ISBN 978-91-29-68123-9 *
  - (på danska) Skyggen i væggen (översättare: Marie Østergaard Knudsen), Høst & søn, 2013 ISBN 9788763827713
  - (på tyska) Der Schatten an meiner Wand (översättare: Gabriele Haefs), Aladin, 2014 ISBN 9783848920266
- Lyckokakan (illustrerad av Maria Nilsson Thore), Rabén & Sjögren, 2013 ISBN 9789129685749 *
- Barnkolonin, Rabén & Sjögren, 2013 ISBN 978-91-29-68727-9 *
  - (på danska) Feriekolonien (översättare: Erik Egholm), ABC, cop. 2014 ISBN 9788779162440
- Drömbärarna, Rabén & Sjögren, 2014 ISBN 9789129691610 *
- Fröken Spöke (illustrerad av Åsa Rosén), Nypon, 2015 ISBN 9789175672717

* = Finns som talbok.

### Facklitteratur
- Ellinor - en ovanlig vecka, Almqvist & Wiksell, 1996 ISBN 91-21-16649-8
- Berättarverkstad med barn: en handbok, Bibliotekstjänst, 2011 ISBN 978-91-7018-706-3
- Strategier för läsförståelse: utifrån högläsning (tillsammans med Gunilla Ulefors och Charlotta Lövbrand), Natur & kultur, 2014 ISBN 9789127435506